# Joanne Jackson
Joanne Amy Jackson (Northallerton, 12 settembre 1986) è un'ex nuotatrice britannica.

## Carriera
Ha rappresentato la Gran Bretagna ai Giochi olimpici di Pechino del 2008 nelle gare dei 200 e 400 metri stile libero e nella staffetta 4x200 metri stile libero. Ha vinto la medaglia di bronzo nei 400 m sl, dietro alla connazionale Rebecca Adlington e alla statunitense Katie Hoff.
Il 16 marzo 2009 ha battuto il primato mondiale dei 400 m sl con il tempo di 4'00"66, migliorato in seguito da Federica Pellegrini nella finale mondiale dei Campionati mondiali di Nuoto 2009 a Roma.

## Palmarès
- Olimpiadi

Pechino 2008: bronzo nei 400m sl.
- Mondiali

Roma 2009: argento nei 400m sl e negli 800m sl e bronzo nella 4x200m sl.
- Mondiali in vasca corta

Manchester 2008: argento nella 4x200m sl e bronzo nei 400m sl.
- Europei

Budapest 2006: argento nei 400m sl.
Eindhoven 2008: argento nella 4x200m sl.
Budapest 2010: argento nella 4x100m sl e bronzo nella 4x200m sl.
- Europei in vasca corta

Dublino 2003: oro nei 400m sl.
Trieste 2005: argento nei 400m sl.
Helsinki 2006: bronzo nei 400m sl.
- Giochi del Commonwealth

Melbourne 2006: argento nei 400m sl e nella 4x200m sl.
Delhi 2010: bronzo nella 4x200m sl.